# Keijirō Asō
Keijirō Asō (麻生 慶次郎), né le 24 juin 1875 à Tokyo et décédè à l'âge de 78 ans le 28 octobre 1953 dans cette même ville, est un agronome japonais.
Il est diplômé de l'université impériale de Tokyo où il  étudie principalement l'agronomie et l'agrochimie. Il part ensuite étudier en France, aux États-Unis et en Allemagne à l'université de Berlin. Il étudie la chimie de l'hiver 1910 à l'été 1911.
Il devient à son retour un pionnier de l'agronomie au Japon, professeur à l'université de Tokyo et membre du comité des affaires générales de la Soil Association (en).
Il est l'auteur d'ouvrages sur l'agronomie et autres sujets agricoles en particulier la pédologie (étude des sols). Il était ami avec Kan'ichi Asakawa.